# Babka płesznik
Babka płesznik, babka afrykańska (Plantago afra L.) – gatunek rocznej rośliny z rodziny babkowatych (Plantaginaceae Juss.). Pochodzi z rejonu Morza Śródziemnego, rośnie w północnej Afryce i zachodniej Azji, rozprzestrzeniona szerzej w uprawie. W Polsce nie rośnie dziko – bywa zawlekana przejściowo, dawniej była uprawiana.

## Morfologia

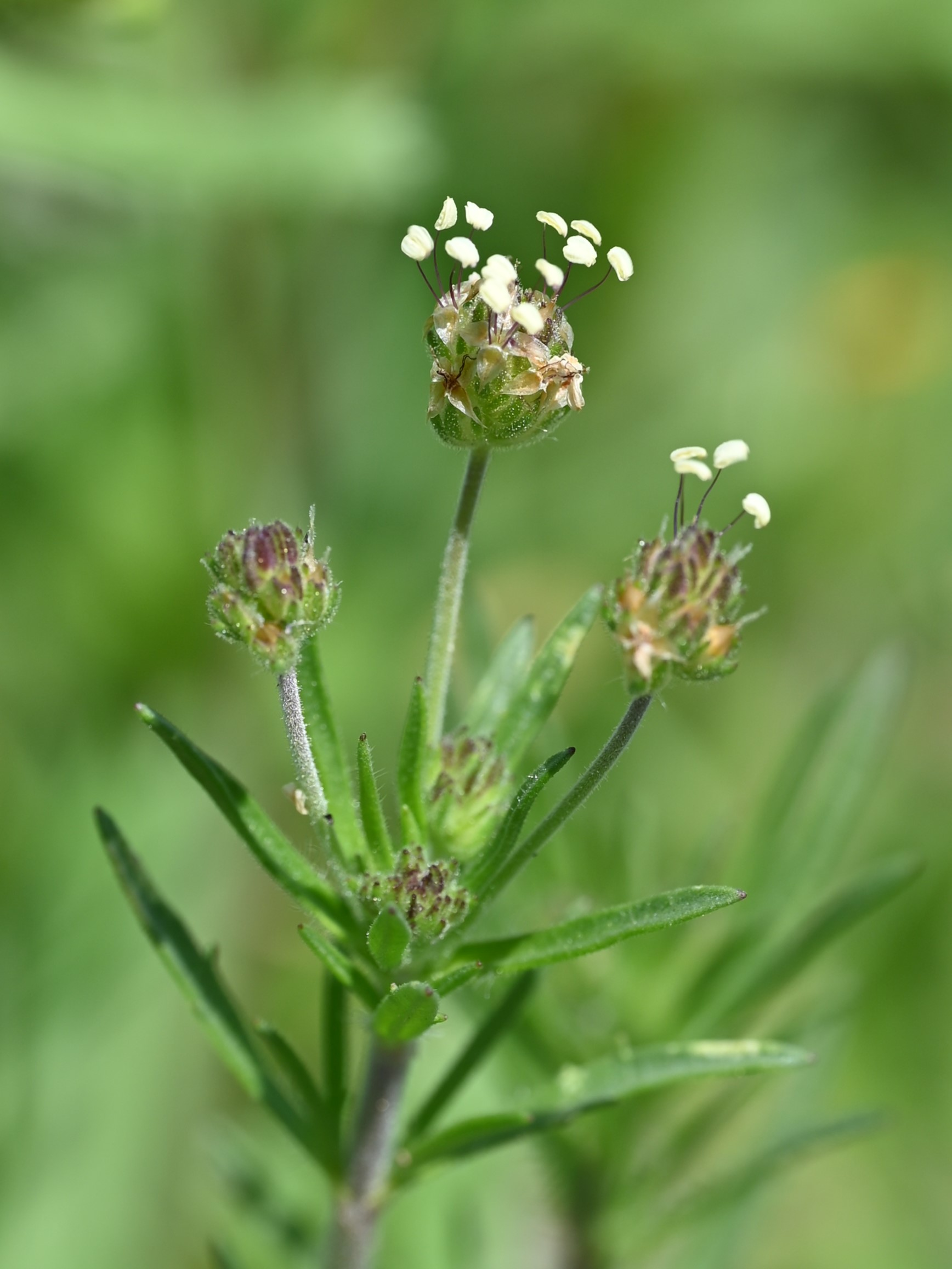
Kwiatostany

ŁodygaProsto wzniesiona, osiąga do 40 cm wysokości. Jest ona rozgałęziona i w górnej części silnie gruczołkowato owłosiona.
LiścieMałe, równowąskie, całobrzegie, owłosione, naprzeciwległe.
KwiatyDrobne, zebrane w liczne, nieduże kłosy, wyrastające z kątów liści. Pręcików cztery, słupek jeden. Roślina obcopylna, zapylana przez wiatr.
OwoceElipsoidalna torebka, otwierająca się wieczkiem. Zawiera dwa małe nasiona, owalnołódkowate, błyszczące, ciemnobrązowe – stąd łacińska nazwa Psulla (pchła).
Gatunki podobneBabka piaskowa P. indica jest słabo ogruczolona i przysadki ma zróżnicowane w obrębie kłosa, z nerwami bocznymi w dolnej jego części (u babki płesznik wszystkie przysadki są podobne).

## Zastosowanie

### Roślina lecznicza[8]
Surowiec zielarskiNasiona babki płesznika – Semen Psylli o barwie od jasnobrunatnej do bardzo ciemnobrunatnej, ale nigdy czarnej. Gładkie i połyskujące, podłużnie eliptyczne o długości 2–3 mm i 0,8–1,0 mm szerokości, w jednym końcu szersze niż w drugim. Po stronie brzusznej znajduje się liniowa jasna bruzda, ograniczona zgrubiałymi brzegami. Głównym składnikiem nasion jest śluz zawarty w łupinie nasiennej (10-15%). Surowiec ponadto zawiera trisacharyd planteozę, białko (15–20%), olej tłusty (5–13%), ślady aukubozydu, alkaloidów monoterpenowych: boszniakiny i indykaniny, sterole i triterpeny.
DziałanieŚrodek przeciw zaparciom stosowany u niemowląt i małych dzieci. Podany doustnie niestrawiony przechodzi do dalszych odcinków jelita, powodując silne pęcznienie treści i pobudzając perystaltykę. Podaje się do picia całe nasiona w ilości 5–15 g (1–2 łyżeczki w zależności od wieku), namoczone w przegotowanej wodzie, mleku, herbacie lub kompocie. Dla niemowląt przygotowuje się kleik z podanej ilości surowca w naparach z rumianku. Kleik stosuje się rano i wieczorem. Surowiec polecany jest także kobietom w ciąży (w większych dawkach), gdyż skutecznie zastępuje inne, nieraz gwałtownie i silnie działające, środki przeczyszczające. Działanie następuje po 12–24 godzinach lub nawet później.

### Roślina ozdobna
Jest czasami uprawiana jako roślina ozdobna (strefy mrozoodporności 6–10).

### Inne zastosowania
Śluz otrzymywany z nasion służy do apreturowania tkanin i glansowania barwnych papierów, a w przemyśle spożywczym wykorzystywany jest jako zagęstnik w produkcji lodów.